# Stadtmühle Geisingen

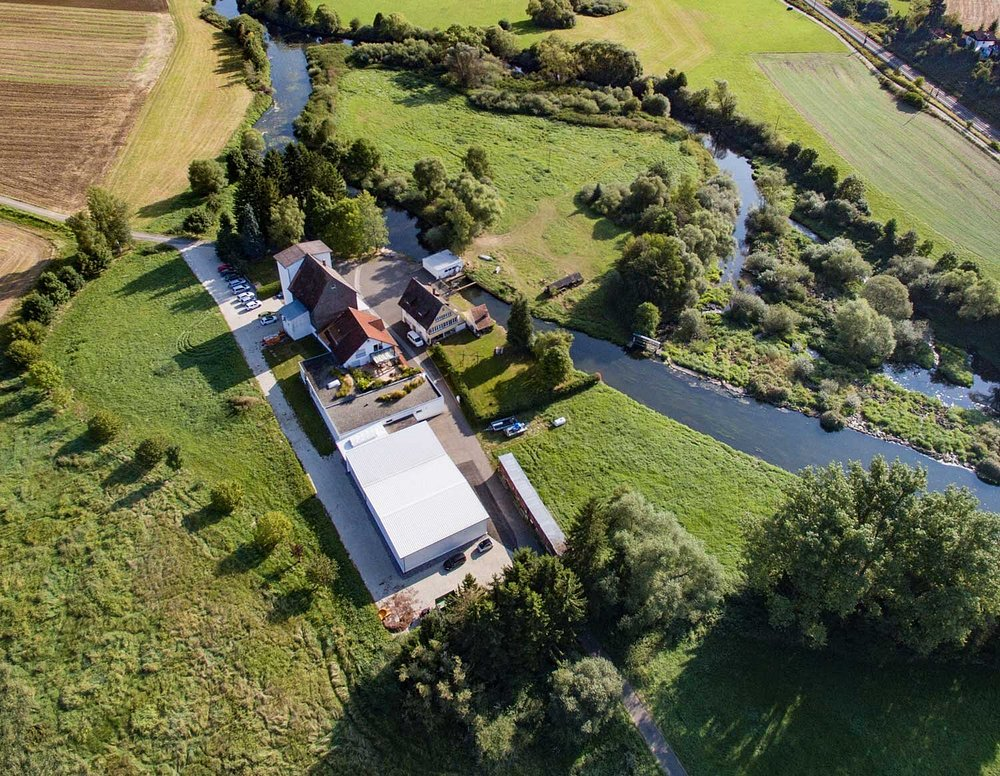
Die Stadtmühle an der Donau

Die Stadtmühle Geisingen ist eine historische Wassermühle in der Stadt Geisingen im Landkreis Tuttlingen, Baden-Württemberg. Ihre Existenz ist seit dem Jahr 1139 urkundlich belegt. Die Mühle, die von den leibeigenen Bauern der Herren von Wartenberg im Frondienst erbaut wurde, ist ein bedeutendes Zeugnis der regionalen Wirtschafts- und Sozialgeschichte, beherbergt heute das Dinkel- und Hildegard von Bingen Museum.
Die Stadtmühle Geisingen liegt am Nordostfuß des Wartenbergs und direkt an der jungen Donau. Sie befindet sich flussaufwärts außerhalb des historischen Stadtkerns.

## Geschichte
Die Geschichte der Stadtmühle Geisingen reicht bis ins Hochmittelalter zurück und ist eng mit der Entwicklung der Region verbunden.

### Mittelalter und frühe Neuzeit
Die erste urkundliche Erwähnung der Mühle datiert auf das Jahr 1139 unter der hochfürstlichen Standesherrschaft der Herren von Wartenberg. Am 16. März 1333 wurde sie als „Mühle zu Weiler“ erstmals namentlich genannt. Sie lag außerhalb der damaligen Stadt an ihrer heutigen Stelle im Zentrum einer kleinen Siedlung. Graf Heinrich von Fürstenberg verpfändete an diesem Tag zusammen mit seinen Söhnen Johann und Heinrich sowie ihrem Oheim Werner von Zimmern eine Gült von zehn Scheffel Kernen ab der Mühle zu Weiler.
Das Mühlregal spielte eine zentrale Rolle im Betrieb der Mühle. Es handelte sich um ein Hoheitsrecht der Landes- oder Grundherren bezüglich des Baus, der Unterhaltung und der Nutzung von Wassermühlen. Bereits am 14. Juli 1234 belehnte Kaiser Friedrich II. den Grafen Egino von Freiburg und Urach mit der Mühlengerechtigkeit für die Wasserläufe seiner Gebiete. Der Grundherr war zudem Inhaber des Mühlenbannrechts, das ein Monopol in einem bestimmten Umkreis sicherte, sowie des Mahl- oder Mühlenzwangs, der die Untertanen verpflichtete, ihr Getreide ausschließlich in der Mühle des Grundherren mahlen zu lassen. Für das Mahlen entrichteten die Untertanen einen Mahllohn in Naturalien. Zusätzlich zahlte der Müller, der die Mühle als Lehen empfangen hatte, einen Lehenzins.
Am 26. Mai 1587 erwarb Graf Heinrich die Mühle für 1200 Gulden von den Erben des verstorbenen Müllers Caspar Landthere zurück. Am 3. Juni 1589 schenkte er die zurückgekaufte Mühle seiner Tochter Anna Maria. Fortan war den Einwohnern von Geisingen, Zimmern, Gutmadingen und den Bewohnern des Wartenberges erlaubt, die Weilermühle zum Mahlen, Gerben und Stampfen zu nutzen. Zuvor, im Jahr 1583, hatte der Graf seiner Tochter bereits die Mühle in Pfohren geschenkt.

### Von der Plünderung bis zur Erblehenmühle
Im Jahr 1692 erhielt der Müller Günter Limperger einen Bestandsbrief für die Geisinger Mühle. Dieser belegt, dass die Mühle zu dieser Zeit fünf Mahlgänge und eine Gerbmühle umfasste. Aus dem Brief geht auch hervor, dass während des „letzten Franzoseneinfalls“ (vermutlich im Pfälzischen Erbfolgekrieg) das gesamte Mühlengeschirr zerschlagen und entwendet wurde. Der Müller, seine Familie und Dienstboten wurden misshandelt und verloren ihr gesamtes Hab und Gut.
Am 22. Mai 1751 erhielten Anton Stuckle und seine Frau die Geisinger Mühle als Schupflehen. Zum Lehen gehörten neben der Mühle selbst ein vierfacher Schweinestall, die Mühlewiese und weitere Wiesen sowie Weiderechte. Der jährliche Bestandszins betrug 60 Malter Kernen und 100 Malter Mühlfrucht, zuzüglich 20 Gulden für ein Schwein. Die Gemeinden Geisingen, Gutmadingen und Zimmern waren an die Mühle gebannt. Stuckle führte die Mühle bis zu seinem Tod im Jahr 1785. Sein Sohn Stephan Stuckle übernahm den Betrieb bis zu seinem eigenen Tod im Jahr 1805. Ein Antrag der gebannten Gemeinden auf Aufhebung des Mühlenzwangs nach Stephans Tod blieb erfolglos.
Im Jahr 1828 lief der Pachtvertrag von Alois Kreuzer aus, der die Mühle zuvor 20 Jahre lang gepachtet hatte. Er beabsichtigte, die Stadtmühle käuflich zu erwerben. Für 12.000 Gulden wurde sie ihm als Erblehenmühle übertragen, und das Inventar ging in sein Eigentum über. Als Lehenzins hatte er jährlich 24 Malter Kernen nach dem fürstenbergischen Maß zu zahlen. Am 29. Dezember 1829 erhielt die Mühle offiziell den Status einer Erblehenmühle, und Kreuzer zahlte 50 Gulden Erschatz. Zu diesem Zeitpunkt war nur noch Geisingen zum Besuch der Mühle verpflichtet.
Am 1. Dezember 1829 wurde einem erneuten Gesuch der Stadt Geisingen zur Befreiung vom Mühlenbann stattgegeben. Es blieb jedoch untersagt, Korn in nicht-fürstenbergischen Mühlen mahlen zu lassen. Korn, das in Geisingen oder Wartenberg zum Handel gekauft wurde, musste in der Geisinger Mühle abgerben werden. Nach dem Tod von Alois Kreuzer im Jahr 1839 übernahmen zunächst sein Sohn Franz Kreuzer (1841–1875) und später sein Enkel Karl Kreuzer (1875–1877) die Mühle. Karl Kreuzer verkaufte sie mit allen Rechten und Pflichten an Julius Keller, der die Mühle bis zu seinem Tod im Jahr 1893 mit seiner Frau betrieb.

### Modernisierung und Gegenwart

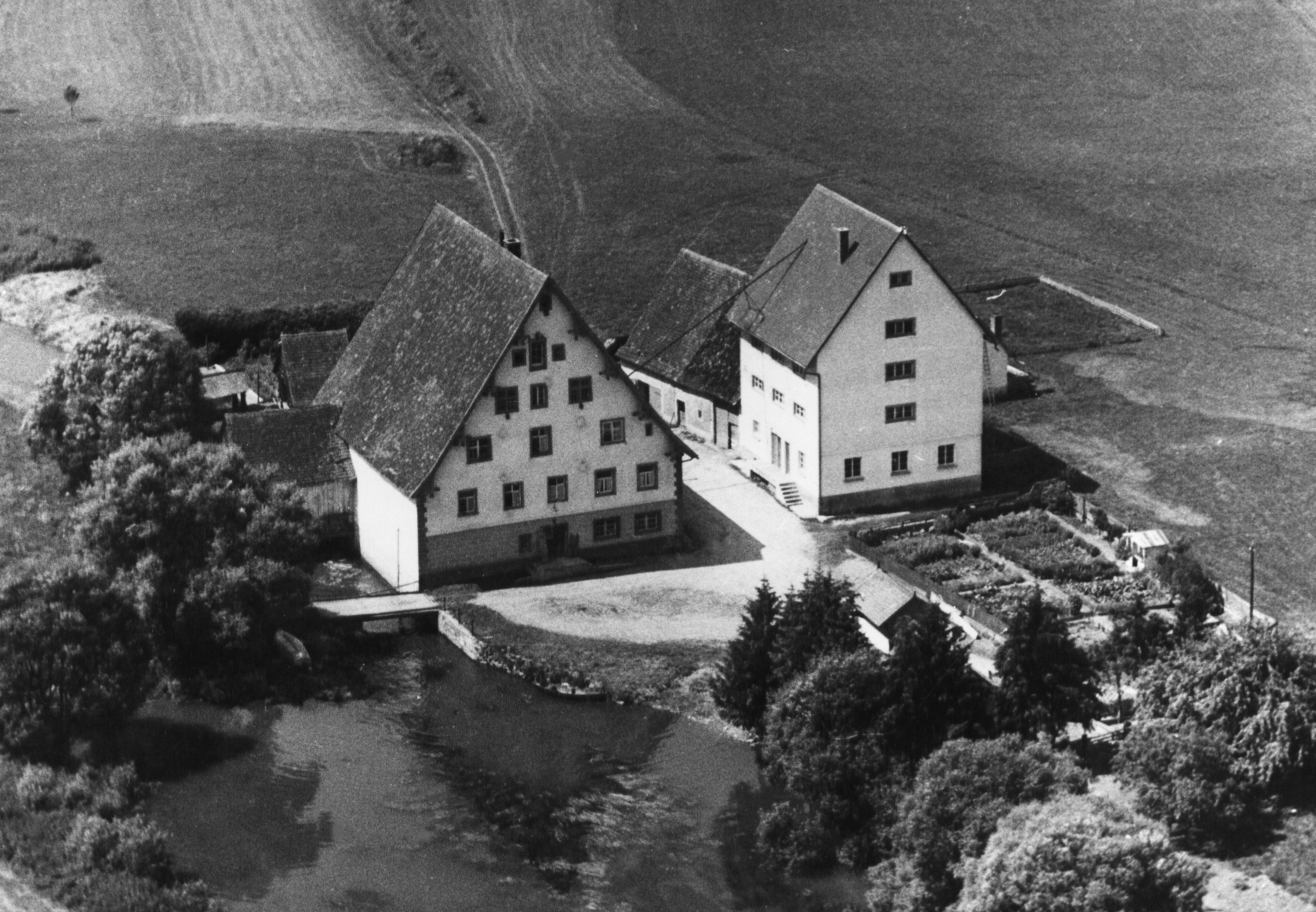
Die Stadtmühle in den 1950ern

Von 1895 bis 1927 führten die Witwe Antonie Keller und ihr zweiter Ehemann Vinzens Bühler die Mühle, nachdem sie 1885 geheiratet hatten. In dieser Zeit wurde die Mühle umfassend modernisiert: Das Wasserrad wurde durch eine Turbinenanlage ersetzt, die nicht nur die Mühle antrieb, sondern auch Strom für die eigene Beleuchtung erzeugte. Vinzens Bühler verkaufte die Stadtmühle an seinen Neffen Karl Bühler, einen Müller aus Neudingen.
Von 1927 bis 1957 betrieben Karl Bühler und seine Frau Emma die Mühle. Am 1. Januar 1957 übernahm Egon Binz, Müllermeister aus der Mühle in Sunthausen und Schwiegersohn von Karl Bühler, den Betrieb. Egon und Brunhilde Binz führten die Mühle bis 1996.

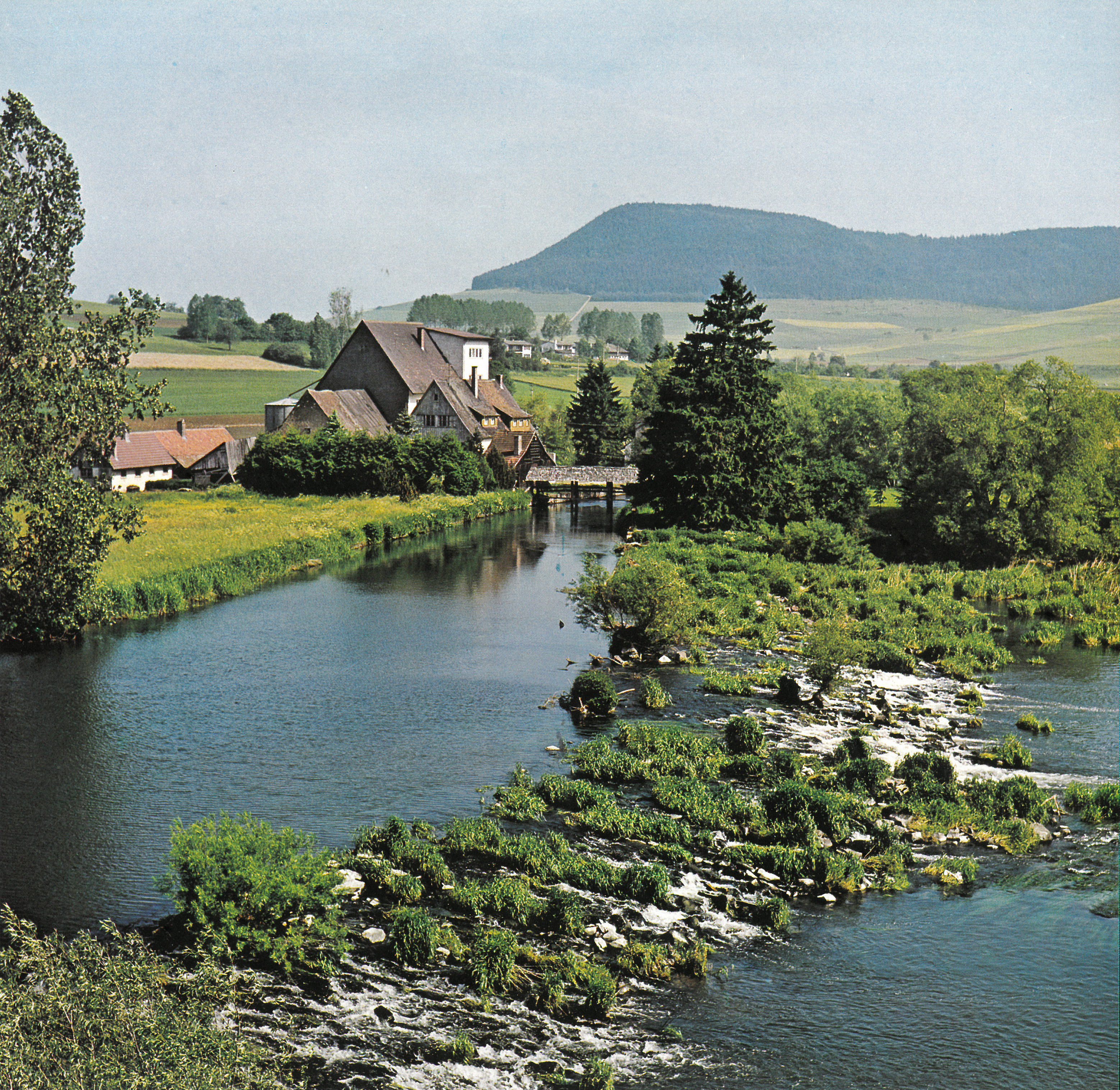
Die Stadtmühle um 1985

Im Jahr 1967 brannte das denkmalgeschützte Mühlengebäude infolge einer Zigarettenkippe ab. Ab 1968 erfolgte der Wiederaufbau des Gebäudes. 1996 übergaben Egon und Brunhilde Binz den Betrieb an ihren Sohn Karl-Egon Binz, der die Mühle seitdem zusammen mit seiner Frau Regine Binz betreibt. 1997 wurde ein Neubau für die Backstube, den Laden, das Büro und das Lager errichtet.
2006 folgten weitere Gebäudeerweiterungen für die Bäckerei und den Versand. 2022 trat Florian Binz in die Geschäftsführung ein.
Am 18. September 2022 wurde das Dinkel- und Hildegard von Bingen Museum in der Mühle eröffnet.

## Architektur und Technik
Die Stadtmühle Geisingen ist ein dreigeschossiger Massivbau. Historisch verfügte sie über fünf Mahlgänge und eine Gerbmühle. Im Zuge der Modernisierung um die Jahrhundertwende zum 20. Jahrhundert wurde das ursprüngliche Wasserrad durch eine moderne Turbinenanlage ersetzt, die nicht nur die Mühle antrieb, sondern auch Strom für die eigene Beleuchtung erzeugte. Die heutige Anlage integriert traditionelle und moderne Mühlentechnik.

## Heutige Nutzung und Bedeutung

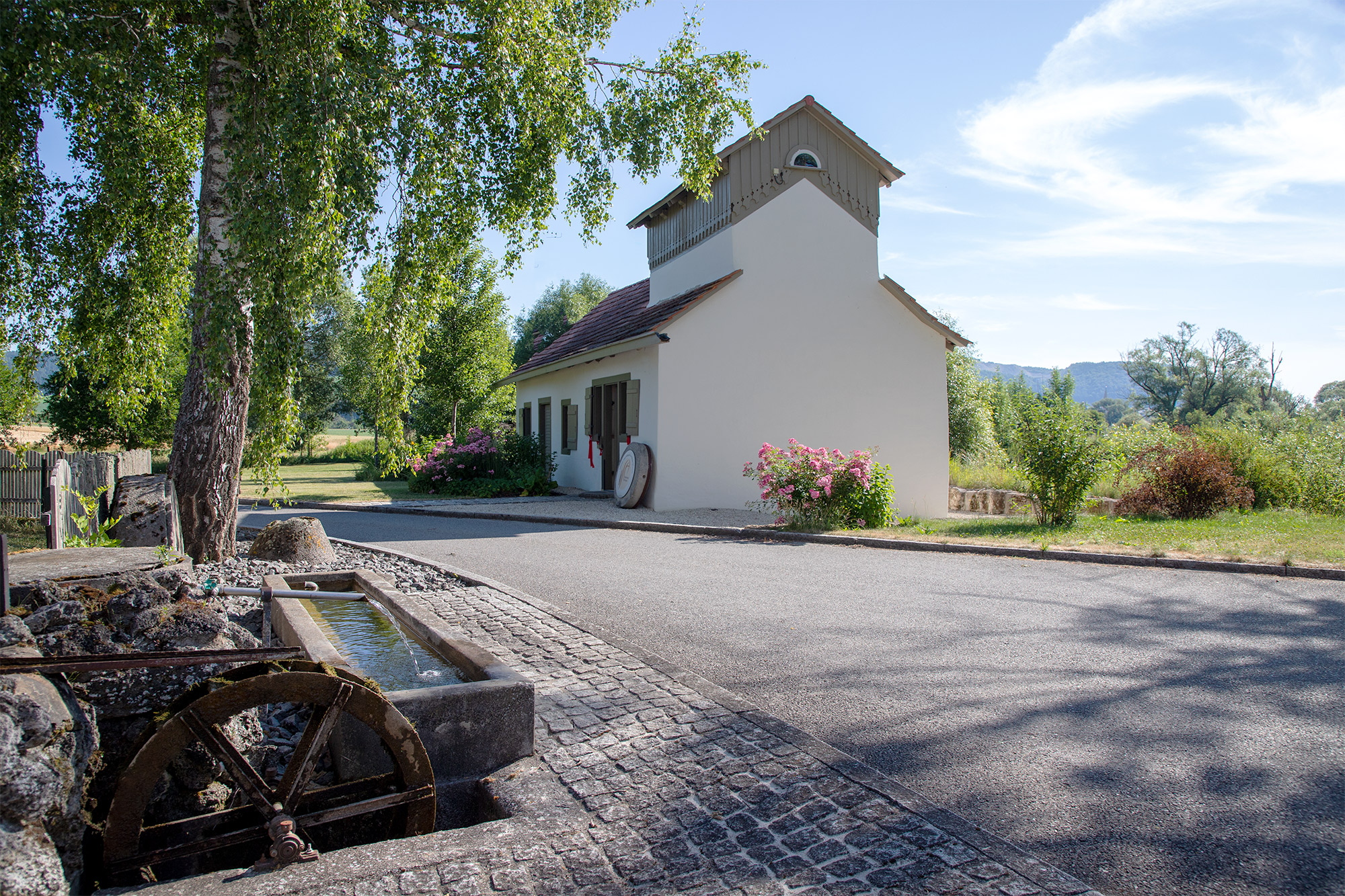
Dinkel- & Hildegard von Bingen Museum

Die Stadtmühle Geisingen ist heute ein aktiver Mühlenbetrieb mit eigener Bäckerei und Versand. Seit dem 18. September 2022 beherbergt sie zudem das Dinkel- und Hildegard von Bingen Museum. Dieses Museum widmet sich der Geschichte der Mühle, der Verarbeitung von Dinkel in seinen verschiedenen Stufen sowie dem Leben und Wirken von Hildegard von Bingen, deren Lehren im Kontext von Natur und Ernährung präsentiert werden. Die Mühle ist ein eingetragenes Kulturdenkmal und ein Anlaufpunkt für Besucher und Touristen in Geisingen.